# Poturovce
Poturoc en albanais est une localité du Kosovo située dans la commune/municipalité de Lipjan, district de Pristina (Kosovo). Selon le recensement kosovar de 2011, elle compte 720 habitants, tous albanais.

## Démographie

### Évolution historique de la population dans la localité
| 1948 | 1953 | 1961 | 1971 | 1981 | 1991 | 2011 |
| ---- | ---- | ---- | ---- | ---- | ---- | ---- |
| 171  | 198  | 256  | 367  | 535  | 686  | 720  |

|  |